# Brutalismus

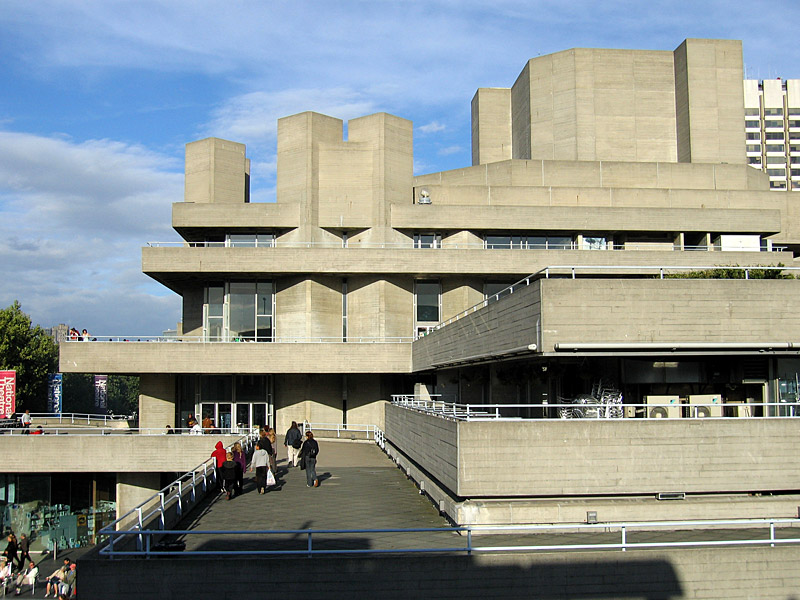
Brutalistické Národní divadlo v Londýně

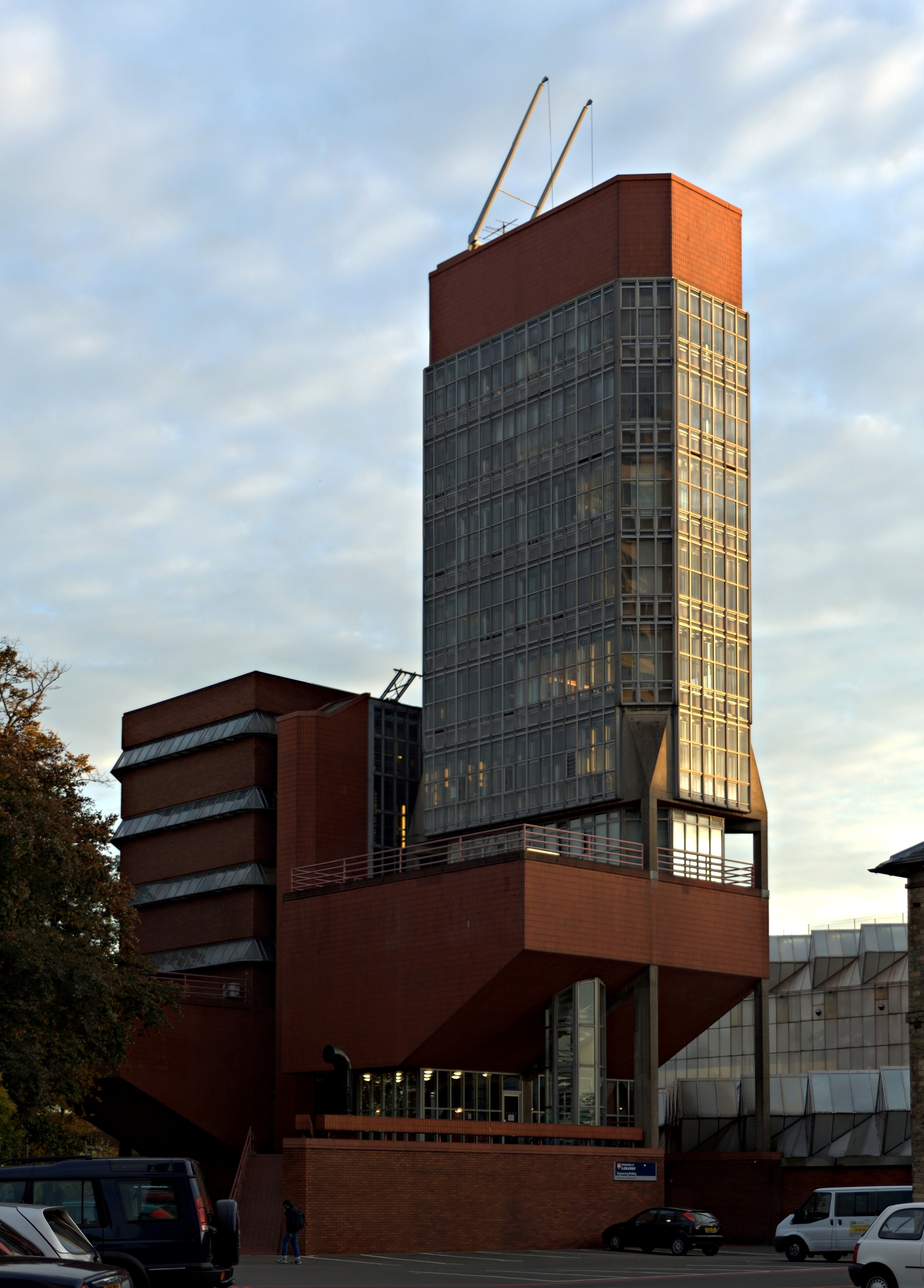
James Stirling – Strojní fakulta University of Leicester

Brutalismus je moderní architektonický styl, který svůj vrchol zažíval v letech 1954–1970. Název vychází z francouzského (béton) brut, („režný, neomítaný, pohledový beton“).

## Historie
V roce 1953 byla na 9. kongresu CIAM v Aix-en-Provence skupina mladých architektů pověřena organizací 10. (a posledního „skutečného“ kongresu) CIAM; ti pak v roce 1956 na 10. kongresu CIAM v Dubrovniku vytvořili buřičskou skupinu, která obvinila CIAM, že ztrácí zájem o ideály moderní architektury. Hlavním terčem jejich kritiky byla Athénská charta, které vyčítali přílišnou mechaničnost. Touto rebelií proti staré generaci architektů (především Le Corbusierovi a Walteru Gropiovi) vlastně zapříčinili rozpad CIAMu. Tato skupina se poté po rozpuštění CIAMu začala označovat jako Team 10.
Na tomto kongresu rovněž získal velkou pozornost francouzský architekt řeckého původu Georges Candilis svým projektem budov v Casablance, který dovedně přizpůsobil místním kulturním a klimatickým podmínkám.

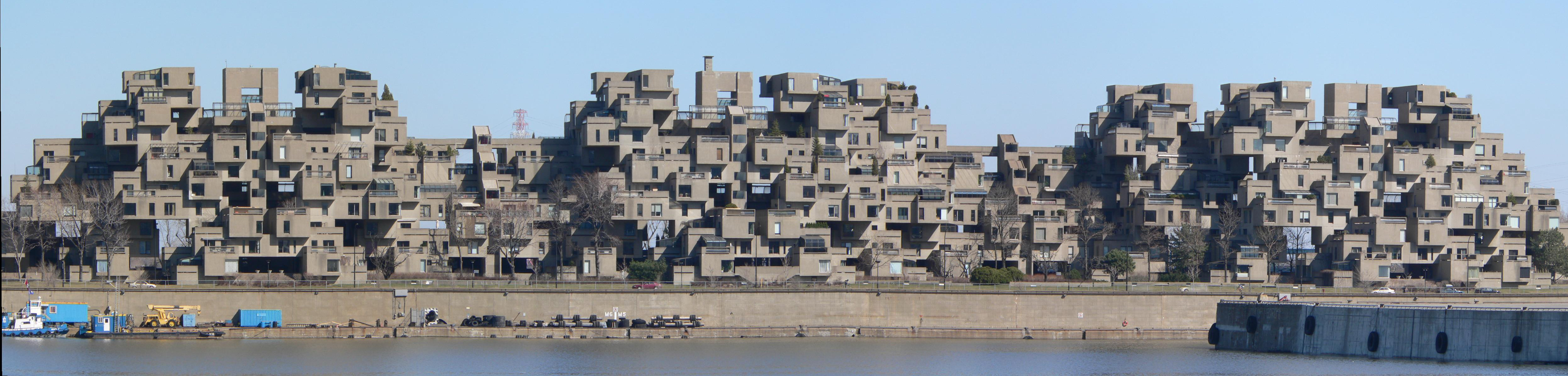
Moše Safdie – Habitat 67 v Montrealu

Termín „nový brutalismus“ (resp. ve švédštině „nybrutalism“) použil poprvé v roce 1950 Švéd Hans Apslund při popisu vily Villa Göth v Uppsale.
V roce 1954 byla v britském městě Hunstantonu dokončena budova střední školy. Jejími autory byli Alison a Petr Smithsonovi. Bloky budov odpovídaly na první pohled běžnému pojetí mezinárodního stylu. Nová na nich byla záměrná konstrukční pravdivost v extrémním přiznání materiálů a obslužných prvků. Nové tedy byly jednak režné betonové povrchy stěn a stropů, jednak způsob volného viditelného vedení potrubí. Architektonickou dominantou školy se dokonce stala kovová konstrukce nesoucí požární vodní nádrž. Sami autoři začali používat ještě v době studií termín brutalismus. V souvislosti s Le Corbusierovými pracemi v režném betonu se pod pojmem brutalismus začaly zařazovat stavby s přiznaným, neopracovaným neomítnutým a nijak neupravovaným betonovým povrchem.
Režný pohledový beton však není jediný vyjadřovací prostředek brutalistů. Svébytnou odrůdu brutalismu vytvořil britský architekt James Stirling. Používanými materiály – cihlou a prosklenou ocelovou konstrukcí – vycházel z tradice anglického industriálního stavitelství, obohacenou nezvyklými prostorovými i výtvarnými řešeními. Příkladem tohoto přístupu může být jeho budova Strojní fakulty University of Leicester, která je údajně inspirována odpalovací rampou na mysu Canaveral.

## Teoretická základna
Cíle mladých brutalistů zřejmě nejzřetelněji shrnul teoretik Reyner Banham: „Považujeme architekturu za bezprostřední výsledek životního způsobu... Od jednotlivého stavebního díla... jsme postupovali k vyšetřování... lidského soužití a vztahu, ve kterém se... ocitají stavění a společnost. Brutalismus se pokouší... odpovídat společnosti masové produkce a vyzískat ze spletitých a mocných sil... drsnou poezii. Brutalismus žádá zapamatovatelný obraz stavby, jasné zvýraznění konstrukce a jasné vyjádření materiálu. Architekti mají postupovat podle reality daného místa v dané době.“
Teoretické základy brutalismu vznikaly pod silným vlivem teoretika architektury Colina Rowea, který označil jako jeden z prvních modernu a mezinárodní styl za mrtvé. Podle jeho názoru byly i v těchto slozích používány kánony starých slohů, ačkoli samotnými architekty byly pokrytecky odmítány. Roweovy teorie nalezly uplatnění především v tvorbě jeho žáka Jamese Stirlinga.

## Charakteristika

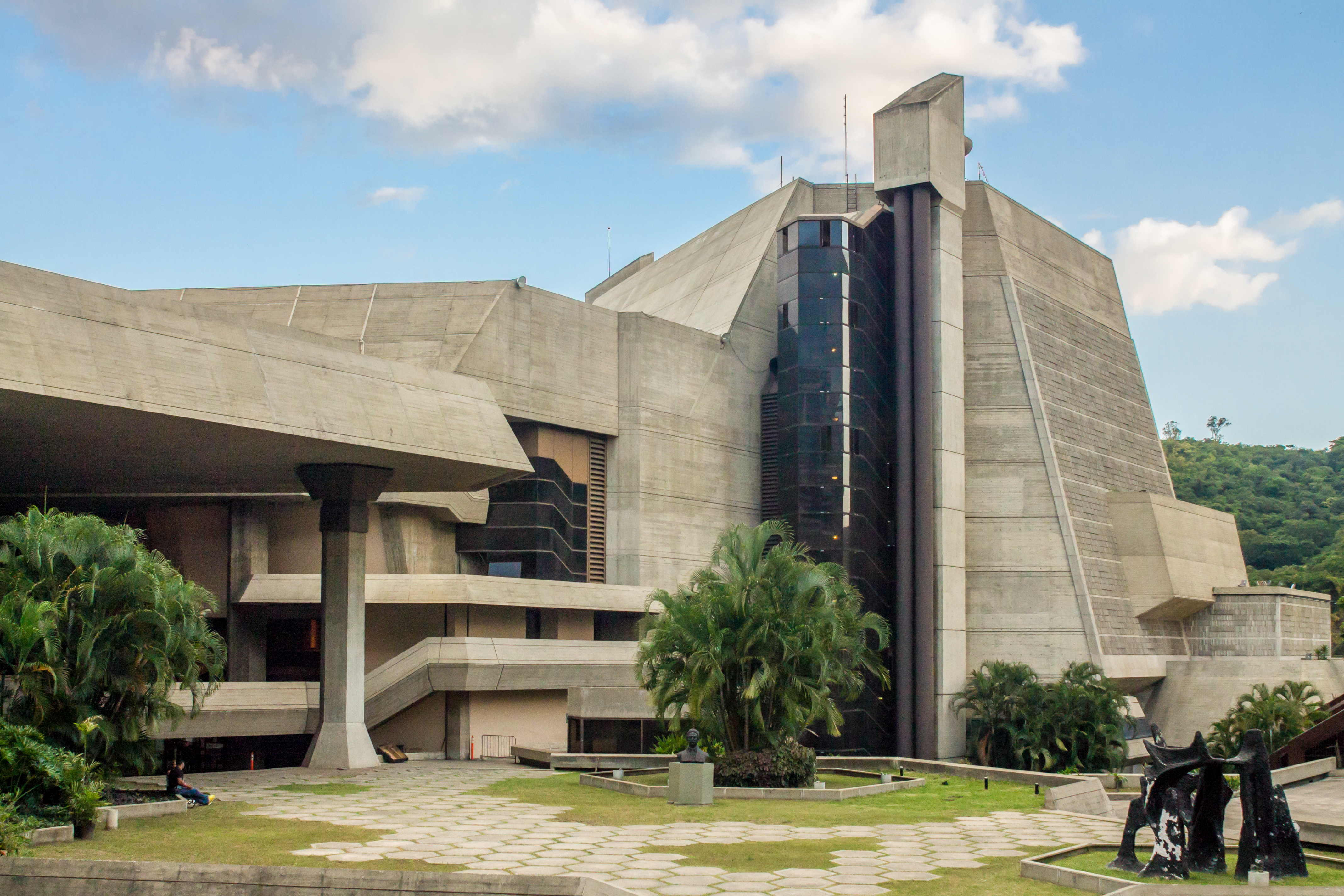
Caracaský komplex Teatro Teresa Carreño postavený v letech 1973–1983 je příkladem jihoamerického brutalismu

Brutalismus, stejně jako modernismus, minimalismus a internacionalismus, je architektonický styl bohatý na opakování a pravidelnost. Brutalismus ovšem tuto základní koncepci obohacuje autorskými prvky, zpravidla mohutně formovanými a často také nepravidelnými betonovými plochami. Použitý beton má strukturu získanou odléváním do záměrně drsného a hrubého dřevěného bednění (tzv. pohledový beton).
Častým brutalistickým prvkem, použitým mj. na Unité d'Habitation, jsou mohutné rozšiřující se betonové pilíře, na nichž celá budova stojí.
Na rozdíl od funkcionalismu, na který navazuje, není brutalismus mechanicky aplikovatelným systémem pravidel. Brutalistické stavby jsou naopak vždy výrazně autorským, tvůrčím počinem, a mají proto známky jistého exkluzivismu. Brutalismus nikdy nedosáhl takového rozšíření, jako klasický funkcionalismus a jeho deriváty.
Brutalismus je výrazně dominantní a záměrně působí ohromující jednoznačností a pádností svého projevu. Brutalistické stavby proto byly často kritizovány pro ignorování architektonických či historických hodnot okolní zástavby. Zatímco architekti brutalistickými stavbami byli fascinováni, široká veřejnost je vždy spíše odmítala.
Tento architektonický styl získal spoustu kritiků i obdivovatelů. Někteří ho považují za krásný    a dojemný v jeho autenticitě, zatímco ji kritizují za jeho chladnost a necitlivost. Bez ohledu na názory však brutalismus zanechal v architektuře značnou stopu a dodnes má mnoho nadšených stoupenců.

## Světoví architekti
- Peter a Alison Smithsonovi
- James Stirling
- Paul Rudolph
- Moše Safdie
- William Mitchell[5]

## Čeští architekti

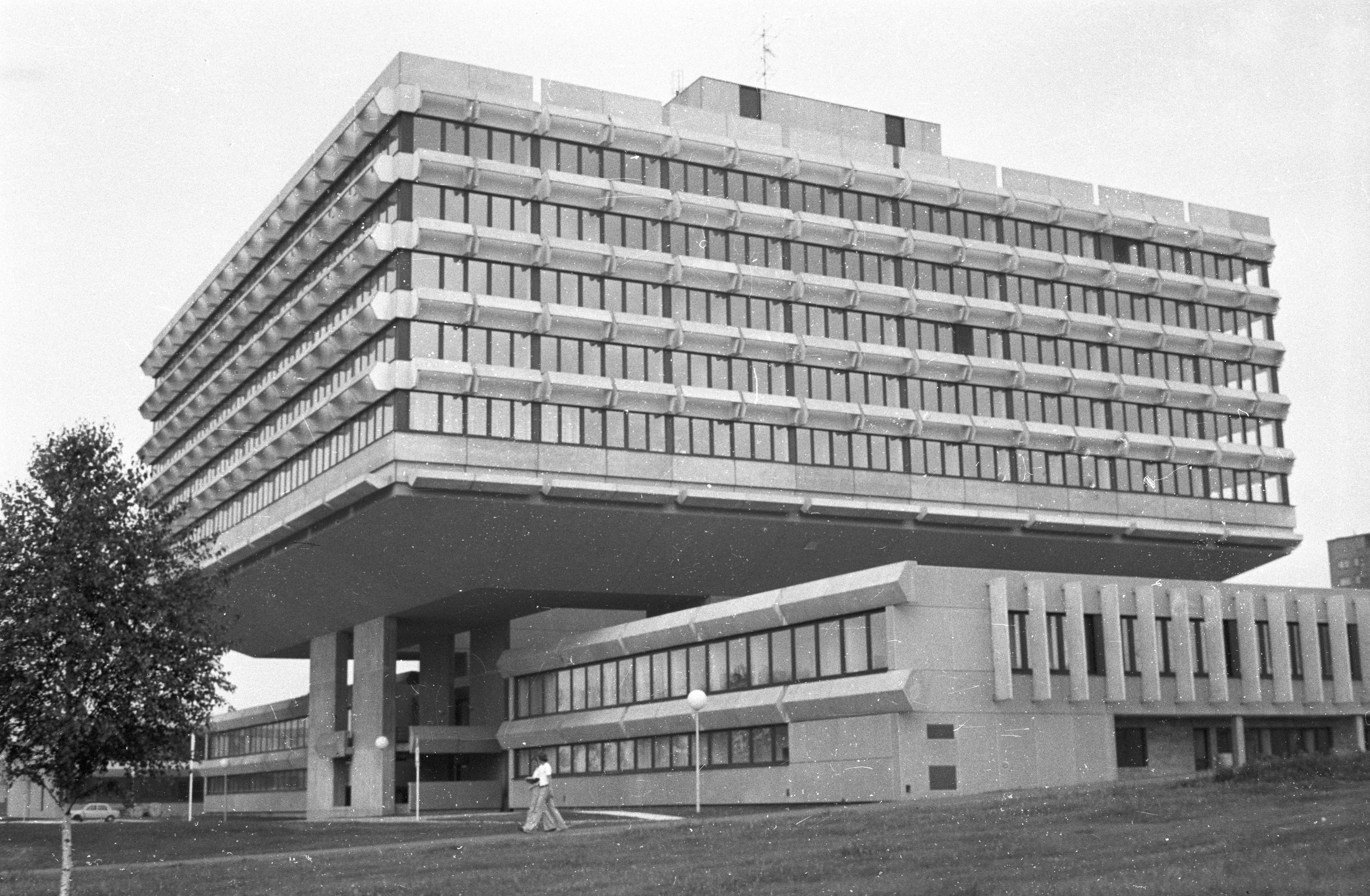
Kancelářská budova Koospol (dnes CUBE) z roku 1977 je jednou z nejvýraznějších pražských brutalistních staveb

- Karel Bubeníček[p 1]
- Karel Filsak[p 1]
- Vladimír Machonin
- Věra Machoninová
- Miroslav Masák
- Karel Prager
- Jan Šrámek
- Stanislav Franc
- Rudolf Bergr

## Stavby v Česku

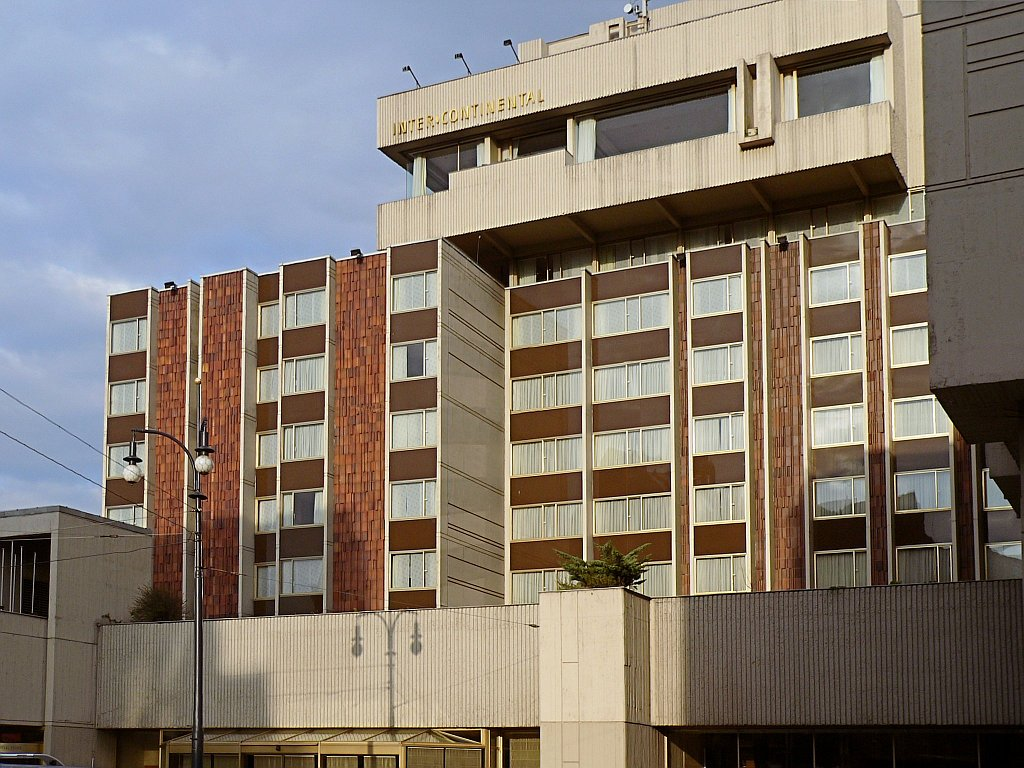
Česká podoba brutalismu – hotel InterContinental Praha

- obchodní dům Prior v Olomouci (Jan Melichar)
- bývalá budova Federálního shromáždění v Praze (Karel Prager)
- hala hlavního nádraží v Praze
- budova Nové scény Národního divadla v Praze (Karel Prager)
- obchodní dům Kotva v Praze (Věra Machoninová a Vladimír Machonin)
- budova Transgas v Praze (Václav Aulický), zbořeno roku 2019
- komplex Thermal v Karlových Varech (Věra Machoninová a Vladimír Machonin)
- hotel InterContinental v Praze (Karel Bubeníček)
- budova Koospol v Praze (Stanislav Franc)